# Krasnaja Strielica (obwód kurski)
Krasnaja Strielica (ros. Красная Стрелица) – osiedle typu wiejskiego w zachodniej Rosji, w sielsowiecie kalinowskim rejonu chomutowskiego w obwodzie kurskim.

## Geografia
Miejscowość położona jest w pobliżu ruczaju Klewień, 4 km od centrum administracyjnego sielsowietu kalinowskiego (Kalinowka), 8,5 km od centrum administracyjnego rejonu (Chomutowka), 119 km od Kurska.

## Historia
Do czasu reformy administracyjnej w roku 2010 osiedle Krasnaja Strielica znajdowałо się w sielsowiecie klewieńskim. W tymże roku doszło do włączenia sielsowietów klewieńskiego i amońskiego do sielsowietu kalinowskiego.

## Demografia
W 2010 r. miejscowość zamieszkiwała 1 osoba.

## Osobliwości
- Uroczysko[5]